# Johann Liechtenauer

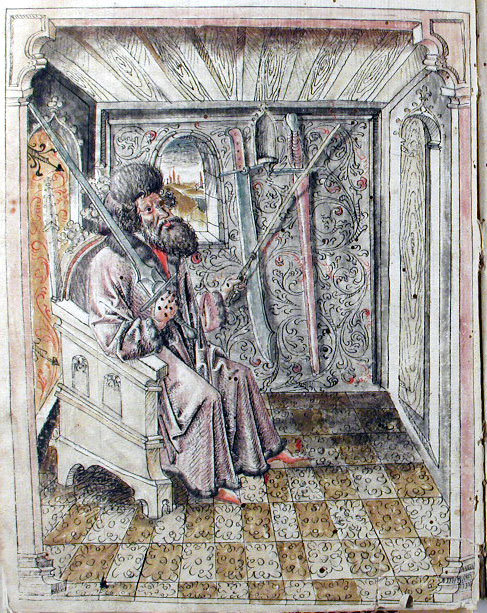
Siedzący mistrz szermierki, prawdopodobnie przedstawiający Liechtenauera, w Cod. 44 A 8, 2v (z 1452 r.)

Johann(es) Liechtenauer (żył w połowie XIV w., zm. prawdopodobnie w 1389) – słynny nauczyciel – instruktor szermierki w XIV w., którego ustne przekazy, spisane później przez jego uczniów, stanowią podstawę niemal wszystkich późniejszych książek o szermierce, a w szczególności technik użycia długiego miecza, które pozwalają łatwiej zrozumieć inne style walki z użyciem innej broni. 
Był pierwszym, który ustanowił ograniczony, ale kompleksowy kanon prostych, rymowanych zasad opisujących techniki walki z użyciem rycerskiej broni. Liechtenauer celowo formułował swoje zasady, przeznaczone wyłącznie do przekazu ustnego, w skomplikowanych i niejasnych słowach, które tylko wtajemniczeni mieli zrozumieć. Nie zachował się żaden pisemny przekaz Liechtenauera, a jego ustne przekazy autorstwa Hanko Doebringera (kapłan i prawdopodobnie jego osobisty uczeń) ukazały się w formie pisemnej w 1389 roku, a w latach późniejszych także spisane przez innych autorów. Były bogato ilustrowane. W książkach fragmenty szermierki zapisane w mnemonicznych wersetach Liechtenauera nazywane są „notatkami” (Zettel), a komentarze „glosami” (Glossen). Są one skierowane konkretnie do młodych rycerzy, o czym świadczy werset otwierający: „Młodzi rycerze, uczcie (= uczcie się) kochać Boga i czcić kobiety”. W celu zilustrowania zasad szermierki dołączono liczne ilustracje. Liechtenauer był orędownikiem prawdziwej szkoły szermierki, do której uczęszczali uczniowie z różnych części Niemiec i krajów ościennych.
Pochodzenie Liechtenauera jest również niejasne. Większość późniejszych książek o szermierce pochodzi z Górnych Niemiec, co sprawia, że Liechtenauer z dużym prawdopodobieństwem pracował w tym obszarze geograficznym. Miejsca, które wielokrotnie były uważane za miejsca pochodzenia ze względu na jego nazwisko i dowody językowe, to Lichtenau w Środkowej Frankonii i Lichtenau w Saksonii.
W połowie XV w. Paulus Kal wymienia grupę 16 mistrzów (w tym Hansa Talhoffera, Stettnera, Siegmunda Ringecka, Martina Hundfelda, Andreasa Liegnitzera, Johannesa Lecküchnera, Petera von Danzig, „Jude” Lwa) i Joachima Meyera, których nazywa „Towarzystwem Liechtenauera”. Niektórzy współcześni autorzy widzą tę grupę uczniów z pierwszych pokoleń po Liechtenauerze jako punkt centralny, z którego nauki Liechtenauera rozprzestrzeniły się tak skutecznie. W ramach tej grupy pojawiły się pierwsze podręczniki dotyczące szermierki długimi mieczami.

## Rękopisy z komentarzami do „przekazów Liechtenauera"
Lista książek o szermierce, które objaśniają notatkę Liechtenauera:
- GNM 3227a (1389 – Germanisches Nationalmuseum, Norymberga)
- Cod. 44 A 8 (1452 – Biblioteca dell'Accademia Nazionale dei Lincei e Corsiniana, Rzym)
- Cod.I.6.4.3 (ok. 1460 – Biblioteka Uniwersytecka w Augsburgu, Augsburg)
- MS M.I.29 (1491 – Biblioteka Uniwersytecka w Salzburgu, Salzburg)
- MS Dresd.C.487 (1504-19 – Saksońska Biblioteka Państwowa, Drezno)

W ostatnich latach coraz więcej grup zajmuje się interpretacją tradycyjnych komentarzy do nauk Johannesa Liechtenauera, a szermierka historyczna cieszy się coraz większą popularnością jako sport rekreacyjny.